# Михаил Ярославич Хоробрит
Михаи́л Яросла́вич Хоробрит (Хороборит, Храбрый; возможно, 1229 — 1248) — четвёртый сын Ярослава Всеволодовича от второго брака с Ростиславой-Феодосией Мстиславовной (в иночестве Евфросиния), дочерью Мстислава Мстиславича Удатного, князя Торопецкого, Новгородского и Галицкого. Великий князь Владимирский (1248), Московский князь (1246—1248). Михаил Хоробрит — последний русский великий князь, погибший в бою (битве на Протве).

## Биография
Родился в городе Переславле-Залесском. Некоторые источники предположительно относят его рождение к 1229 году. О его характере говорит прозвание Хоробрит от древнерусского слова «хоробровати» — храбриться. Впервые упоминается под 1238, в числе других князей, спасшихся от татарского меча (Никоновская летопись III, 27); затем под 1247, когда получил Москву в удел по завещанию своего отца, от своего дяди, великого князя Святослава Всеволодовича (факт упоминается только в поздних летописях).
В 1246 году в Каракоруме погиб Ярослав Всеволодович, и два его старших сына, Александр и Андрей, отправились туда же для получения ярлыков на княжение во Владимире, в Киеве и Новгороде Великом. Великокняжеский престол во Владимире занял Святослав Всеволодович, старейший по старому порядку наследования. В 1248 году Михаил выгнал Святослава из Владимира и сам занял великокняжеский стол, но в том же году «Михаиле Ярославичъ московский убьенъ бысть от Литвы на Поротве». Сразу вслед за этим литовцы были остановлены в сражении у Зубцова.
Предполагается, что целью похода литовцев на Протву было привлечение родственной им голяди к набегам на южные земли Владимирского княжества. По мнению академика В. В. Седова, «Литва на р. Протве в середине XIII в. это — безусловно потомки голяди».
Епископ Суздальский Кирилл распорядился перенести его тело во Владимир, и он был похоронен в Успенском соборе. Ныне могила утрачена.
После смерти Михаила Московское княжество, став выморочным, вновь вошло в состав Владимирского до вокняжения Даниила Александровича Московского.

## Семья
Князь Михаил Ярославич Хоробрит был женат на неизвестной и, по некоторым донаучным источникам, оставил после себя сына Бориса.